# San Isidro, Ometepec
San Isidro är en ort i Mexiko.   Den ligger i kommunen Ometepec och delstaten Guerrero, i den sydöstra delen av landet, 300 km söder om huvudstaden Mexico City. San Isidro ligger 31 meter över havet och antalet invånare är 203.
Terrängen runt San Isidro är kuperad norrut, men söderut är den platt. Runt San Isidro är det glesbefolkat, med 8 invånare per kvadratkilometer. Närmaste större samhälle är Ometepec, 11,5 km nordost om San Isidro. Omgivningarna runt San Isidro är en mosaik av jordbruksmark och naturlig växtlighet.